# Jan F. Gunnarsson
Jan Gunnarsson, född 1954, är en svensk författare och föreläsare i ämnet värdskap, konsten att få människor att känna sig välkomna. 

## Biografi

### Privatliv
Gunnarsson utbildade sig 2014 vid Stanford University i USA och har även gått utbildningsprogram i personligt ledarskap på Harvard Business School.

### Karriär
Gunnarsson är grundare till Värdskapet Sverige AB som hjälper ledare och medarbetare att utveckla inkluderande, öppna och välkomnande verksamheter och platser. 